# روش كايمان
روش كايمان (بالإنجليزية: Roche Caiman)‏ هي منطقة إدارية في سيشيل تقع في جزيرة ماهيه. تحتوي على ملعب لكرة القدم حيث يلعب المنتخب السيشلي معظم مبارياته المحلية.
تم إنشاء منطقة روش كايمان سنة 1998 من الأراضي المستصلحة.
تبلغ مساحة الضاحية 1.2 كيلومتر مربع، ويصل عدد سكانها حوالي 2،652 نسمة بحسب إحصائيات سنة 2002.